# ISO/IEC 27001
ISO/IEC 27001 je mezinárodně platný standard, který definuje požadavky na systém managementu bezpečnosti informací, především pak řízení bezpečnosti důvěry informací pro zaměstnance, procesy, IT systémy a strategii firmy. Tyto normy určuje Mezinárodní organizace pro normalizaci, známá pod zkratkou ISO. Společnost sídlí v Ženevě od roku 1947. Norma ISO 27001 podle nejnovější verze z roku 2013 zaručuje soulad s aktuálními legislativními požadavky (především ochrana osobních údajů). Vybudování systémového přístupu přináší větší bezpečnost a snižuje riziko úniku citlivých informací.

## Typy ISO 27000
- ISO 27001 – samostatná specifikace systému bezpečnosti informací (tzv. ISMS). Je možno přidružit tento certifikát k fungujícím systémům (ISO 9001 či ISO 14001)
- ISO 27002 – doporučovaná opatření nutná pro ISMS

Další normy řady ISO 27000 pomáhají se samotným budováním bezpečnostních systémů a specializují se na různá odvětví (např. průmysl, prototyping)

### Pro koho je ISO 27001
Certifikát je vhodný pro organizace pracující s informacemi, tedy státní správa, IT služby, softwarové firmy, telekomunikační operátoři atd.